# Centrocalia ningua
Centrocalia ningua is een spinnensoort uit de familie Lamponidae. De soort komt voor in Nieuw-Caledonië.